# Arnolds Park
Arnolds Park est une ville du comté de Dickinson, en Iowa, aux États-Unis. Elle est incorporée le 30 mars 1897.

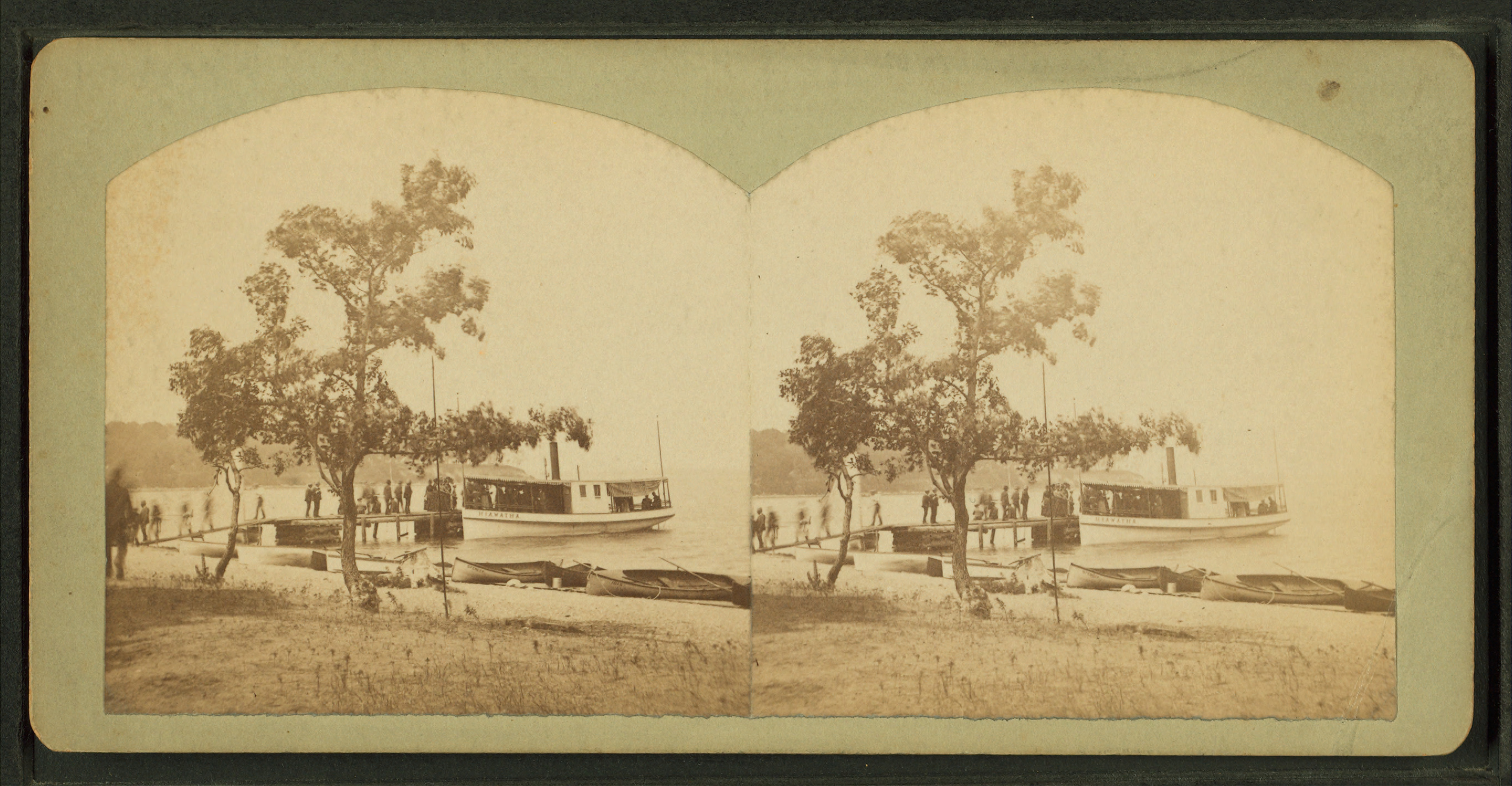
Passagers quittant le 'Hiawatha' à
Arnold's Park sur le lac West Okobji (1883}

## Source de la traduction
- (en) Cet article est partiellement ou en totalité issu de l’article de Wikipédia en anglais intitulé « Arnolds Park, Iowa » (voir la liste des auteurs).